# Antipathes valdiviae
Antipathes valdiviae är en korallart som beskrevs av Ferdinand Albin Pax 1915. Antipathes valdiviae ingår i släktet Antipathes och familjen Antipathidae.
Artens utbredningsområde är Indiska oceanen. Inga underarter finns listade i Catalogue of Life.